# Paul Van den Berghe
Paul Van den Berghe (ur. 7 stycznia 1933 r. w Geraardsbergen) – belgijski duchowny katolicki, biskup diecezjaly antwerpski w latach 1980–2008.

## Życiorys
Urodził się w 1933 r. w Geraardsbergen, gdzie spędził dzieciństwo i wczesną młodość. Studiował teologię, z której uzyskał licencjat i został wyświęcony na księdza 15 czerwca 1957 r. Następnie uzyskał doktorat z teologii w 1961 r. i został profesorem egzegezy w Wyższym Seminarium Duchownym w Gandawie, gdzie był jednym z założycieli Instytutu Religioznawstwa. Przez długi czas był sekretarzem redakcji Collationes, flamandzkiego dziennika dla teologów i duszpasterzy jak i również autorem wielu wykładów dotyczących egzegezy Nowego Testamentu.
7 lipca 1980 r. został mianowany przez papieża Jana Pawła II biskupem diecezjalnym antwerpskim i 7 września tego samego roku został konsekrowany. Jako motto wybrał jeden z wersetów z Listu do Galatów: Libertati nos liberavit ("Do wolności, którą uczynił nas za darmo"). W Belgijskiej Konferencji Biskupów był odpowiedzialny za sprawy związane z duchowieństwem.
W 2008 r. ustąpił z kierowania diecezją ze względu osiągnięcie wieku emerytalnego wynoszącego 75 lat, a jego następcą został Johan Bonny.